# ゲームクリエイター一覧
ゲームクリエイター一覧（ゲームクリエイターいちらん）は、ゲームクリエイターの50音順一覧。

## 50音順

### あ行

#### あ
- 青木和彦
- 青沼英二
- 青海亮太
- 赤尾実
- 阿迦手観屋夢之助
- 秋タカシ
- 秋篠雅弘
- あきまん（安田朗）
- 浅尾祥正
- 麻野一哉
- 浅野智也
- 綾野智章
- 綾部和
- 荒川健
- アレクセイ・パジトノフ
- 安藤武博
- アンドリュー・グリーンバーグ

#### い
- 飯田和敏
- 飯野賢治
- 井内ひろし
- 五十嵐孝司
- 猪狩寛
- 生守一行
- 池田恒基
- 池田奈緒
- 石井浩一
- イシイジロウ
- 石原明広
- 石原恒和
- 石山貴也
- 石渡太輔
- 磯貝正吾
- 板垣伴信
- 板倉松三
- 板鼻利幸
- 伊津野英昭
- 糸井重里
- 伊藤裕之
- 伊藤龍馬
- 稲葉敦志
- 稲船敬二
- 井上純弌
- 井上淳哉
- 井上信行
- 今井秋芳
- イマイヨーイチ
- 今村哲裕
- 今村孝矢
- 岩崎拓矢
- イワタカヅト
- 岩田聡
- 岩谷徹

#### う
- ウィル・ライト
- 上田文人
- 上村雅之
- 打越鋼太郎
- 内田明理

#### え
- 遠藤正二朗
- 遠藤雅伸

#### お
- 大島直人
- 大味健一郎
- 岡田耕始
- 岡野崇宏
- 岡本吉起
- おかざきみつき
- 小川公一
- 小口久雄
- 小野義徳
- 尾畑心一朗

### か行

#### か
- 加賀昭三
- 梶野竜太郎
- 加藤正人
- 金田伊功
- 金子彰史
- 金子一馬
- 上国料勇
- 神谷英樹
- 亀岡慎一
- 河嶋陶一朗
- 河津秋敏
- 河上京子
- 菅野ひろゆき
- 海道賢仁

#### き
- 菊池たけし
- 岸本好弘
- 北沢慶
- 北瀬佳範
- 木村初
- 木屋善夫
- 清松みゆき

#### く
- 九条一馬
- 工藤太郎
- クリス・クロフォード
- 黒柳陽子
- 桑名真吾

#### け
- 芸夢狂人
- ゲイリー・ガイギャックス
- 傑怪老
- 祁答院慎

#### こ
- 小泉今日治
- 小泉歓晃
- 河野一二三
- 河本信昭
- 小島秀夫
- 五反田義治
- 後藤裕之
- 小林裕幸
- 近藤功司
- 紺野秀樹

### さ行

#### さ
- 齋藤高吉
- 斎藤由多加
- 齊藤陽介
- 坂口博信
- 坂本賀勇
- さくまあきら
- 桜井政博
- 佐々木建仁
- 里見直
- 佐野俊英

#### し
- 塩川洋介
- 志倉千代丸
- シド・マイヤー
- 柴貴正
- 芝村裕吏
- シブサワ・コウ
- 渋谷員子
- 下村真一
- 生田美和
- 庄知彦
- ショーン・パンチ
- ジョン・カーマック
- ジョン・ロメロ
- 新川洋司
- 神宮孝之
- 神直利

#### す
- SWERY
- 杉浦一徳
- 杉山直
- 鈴木一也
- 鈴木銀一郎
- 鈴木英夫
- 鈴木裕
- 鈴吹太郎
- 須田剛一
- スティーブ・ジャクソン (イギリス)
- スティーブ・ジャクソン (アメリカ合衆国)
- ZUN

#### せ
- 仙波隆綱

#### そ
- 薗部博之

### た行

#### た
- 高岡義晴
- 高木謙一郎
- 高橋慶太
- 高橋秀五
- 髙橋龍也
- 高橋哲哉
- 高橋宏之
- 高畑大輔
- タカヒロ
- 巧舟
- 竹井10日
- 武内崇
- 武田紗吏奈
- 田尻智
- 田中剛
- 田中弘道
- 田中ロミオ
- 田邊賢輔
- 田畑端

#### ち
- 長木一記

#### つ
- 津田純
- 辻本良三
- 土田俊郎
- 土林誠
- 鶴見六百

#### て
- DJサンドウ
- 手塚卓志
- 寺田貴信

#### と
- 時田貴司
- 朱鷺田祐介
- とちぼり木
- トッド・ハワード
- 殿岡康永
- トビー・フォックス
- 冨江慎一郎
- 友野詳
- 外山圭一郎
- 鳥山求

### な行

#### な
- ナーシャ・ジベリ
- 内藤時浩
- 内藤寛
- なうい洋一
- 直良有祐
- 中澤工
- 長野拓造
- 中村光一
- 中本伸一
- 中裕司
- 名越稔洋
- 奈須きのこ
- 成広通

#### に
- 新川宗平
- 仁井谷正充
- 新納一哉
- 西角友宏
- 西健一
- 西谷亮
- 西村キヌ

#### ね
- 猫田しゅばる

#### の
- ノーラン・ブッシュネル
- 野口正人
- 野島一成
- 野尻真太
- 野田クリスタル
- 野村哲也
- 則本真樹

### は行

#### は
- 橋野桂
- 橋本真司
- はしもとよしふみ
- 初芝弘也
- 馬場英雄
- 原正憲

#### ひ
- ピーター・モリニュー
- 樋口義人
- 久弥直樹
- 日野晃博
- 平田裕介
- 広井王子
- ひろはす

#### ふ
- 冨士宏
- 藤岡要
- 藤岡千尋
- 藤坂公彦
- 藤澤仁
- 藤原茂樹
- 富士本淳
- 船水紀孝

#### ほ
- 堀田拓司
- 堀井雄二
- 堀井亮佑
- 本根康之

### ま行

#### ま
- マーク・サーニー
- 前川正人
- 麻枝准
- 眞島真太郎
- 桝田省治
- 松野泰己
- 松山洋
- 真鍋賢行

#### み
- 三上真司
- 水口哲也
- 水野哲夫
- 水野良
- 三田誠
- 皆川裕史
- 皆葉英夫
- 宮岡寛
- 三宅有
- 宮崎英高
- 宮路武
- 実弥島巧
- 宮島岳史
- 宮路洋一
- 雅孝司
- 宮本茂

#### む
- 向峠慎吾
- 村山吉隆

#### め
- メタルユーキ（斎藤幹雄）

#### も
- 森住惣一郎
- 森本茂樹
- 森利道

### や行

#### や
- 矢川忍
- 安田均
- 安永紀和
- 安田善巳
- 山内一典
- 山岸功典
- 山田洋一
- 山名学
- 山本弘

#### ゆ
- ユージン・ジャーヴィス

#### よ
- 横井軍平
- 横尾太郎
- 横田純
- 横山昌義
- 横山裕一
- 吉沢秀雄
- 吉田明彦
- 吉田直樹
- 吉積信
- 世取山宏秋
- 米光一成

### ら行

#### ら
- ラショウ

#### り
- 力造
- リチャード・ギャリオット

#### ろ
- ロバート・ウッドヘッド

#### わ
- 渡辺大祐

## 関連カテゴリ
- Category:ゲームクリエイター
- Category:ゲームのグラフィッカー・原画家
- Category:ゲーム音楽の作曲家
- ゲームシナリオライター
- ゲーム会社一覧